# 1954年體育
请参看：
- 1954年
- 1954年电影
- 1954年文学
- 1954年音乐
- 1954年体育
- 1954年电视
- 1954年台灣

1954年重要國際體育賽事包括：
- 第五屆世界盃足球賽；6月16日至7月4日於瑞士舉行

## 體育大事

### 7月至9月
- 7月4日——西德以三比二擊敗匈牙利首度奪得世界盃足球賽冠軍。

## 足球
主條目：1954年足球

## 逝世
- 10月28日，吴传玉，中国游泳运动员，中华人民共和国首位国际体育比赛冠军、首位参加奥运会的运动员。